# Марсберг
Марсберг (нем. Marsberg) — город в Германии, в земле Северный Рейн-Вестфалия.
Подчинён административному округу Мешеде (Meschede). Входит в состав района Хохзауэрланд. Население составляет 20 800 человек (на 31 декабря 2010 года). Занимает площадь 182,01 км². Официальный код — 05 9 58 024.
Город подразделяется на 17 городских районов.

## География
Марсберг расположен около 29 км. южнее Падерборна и 3 км. от границы земли Гессен в долине реки Димель, в которую впадает в центре города приток Глинде. Географически Марсберг находится между городом Брилон (на западе), высокогорной равниной Зинтфельд, ландшафтом Красная Земля (на востоке) и природным парком Димельзее. К северу Марсберг граничит с природным парком Тевтобургский Лес.
Центр Марсберга находится на высоте около 250-255 м. над уровнем моря (точное значение у вокзала Марсберга 249,8 м.). Пригород Марсберга располагается между 206 м. над уровнем моря к востоку от посёлка Вестхейм и 594,6 м. над уровнем моря у горы Эйзенберг при водохранилище Димельзее.

## Население
| Год  | Население |
| ---- | --------- |
| 1995 | 22 824    |
| 2000 | 22 619    |
| 2005 | 21 935    |
| 2010 | 21 076    |

## Личности

### Родившиеся в Марсберге
- Генрих фон Кёльн (1200-1229) — немецкий богослов, учёный, проповедник, основатель и первый настоятель Кёльнского доминиканского монастыря Святого Креста.
- Папен, Генрих (1644/1645-1719) — немецкий резчик и скульптор в стиле барокко.

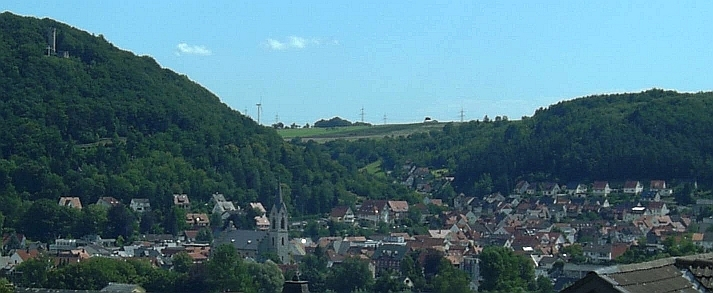
Марсберг

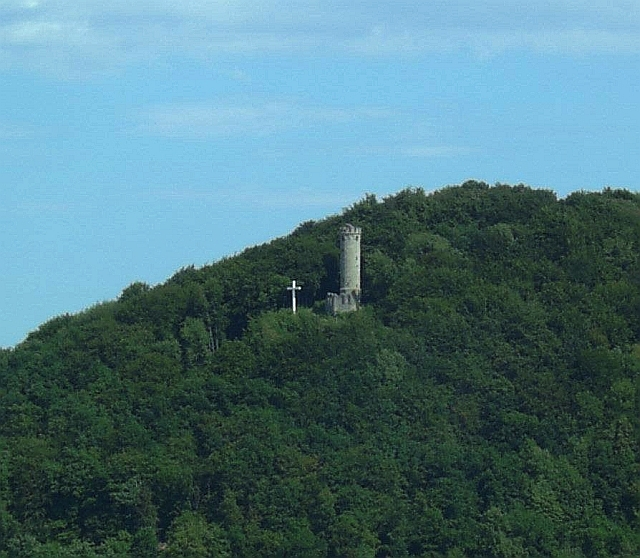
Марсберг